# Paramesotriton hongkongensis
Espèce
Synonymes
- Trituroides hongkongensis Myers & Leviton, 1962

Statut de conservation UICN

 NT  : Quasi menacé
Paramesotriton hongkongensis est une espèce d'urodèles de la famille des Salamandridae.

## Répartition
Cette espèce est endémique de Chine. Elle se rencontre de 90 à 940 m d'altitude au Guangdong, plus précisément dans la région de Kowloon, et à Hong Kong.

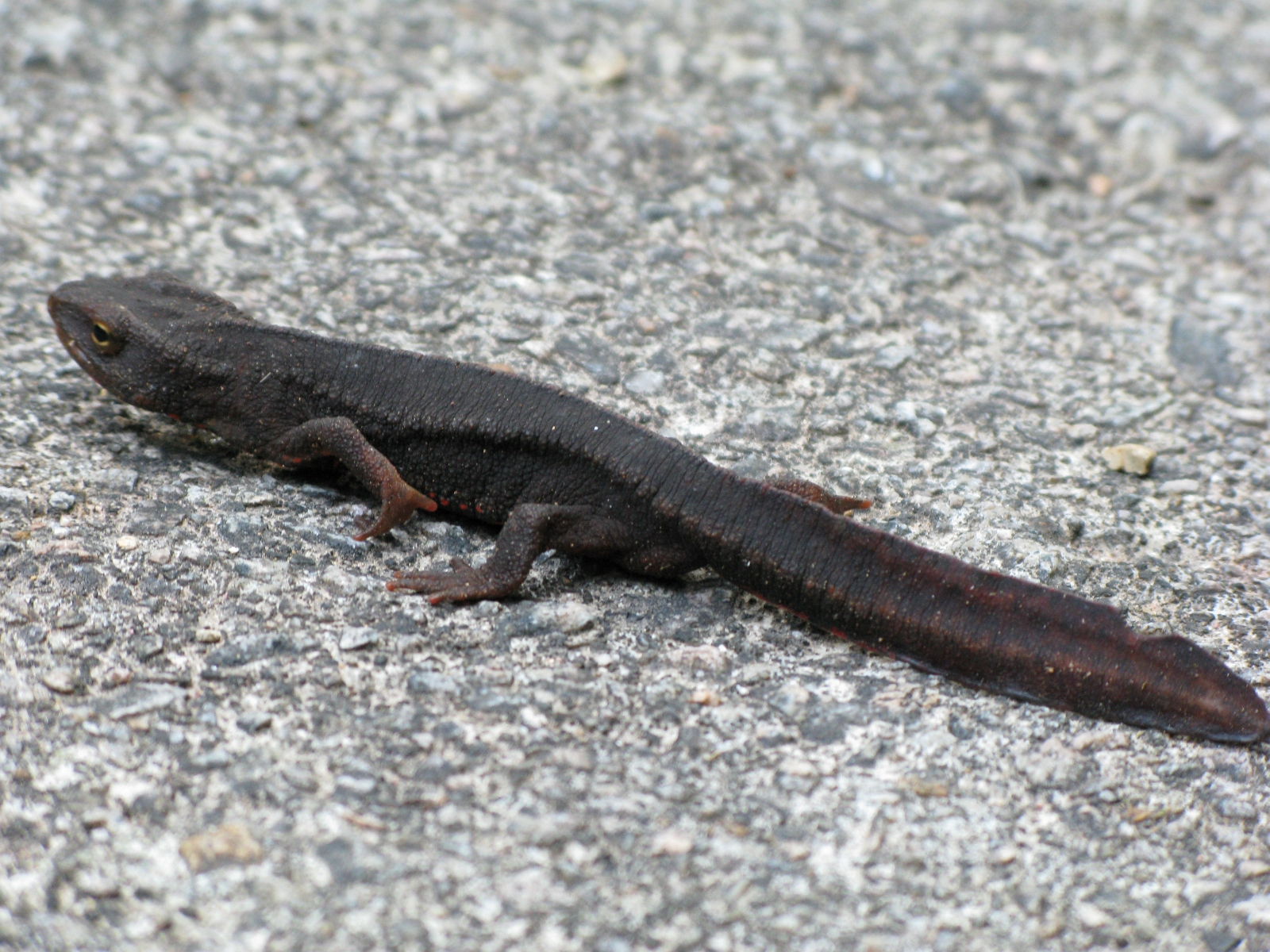

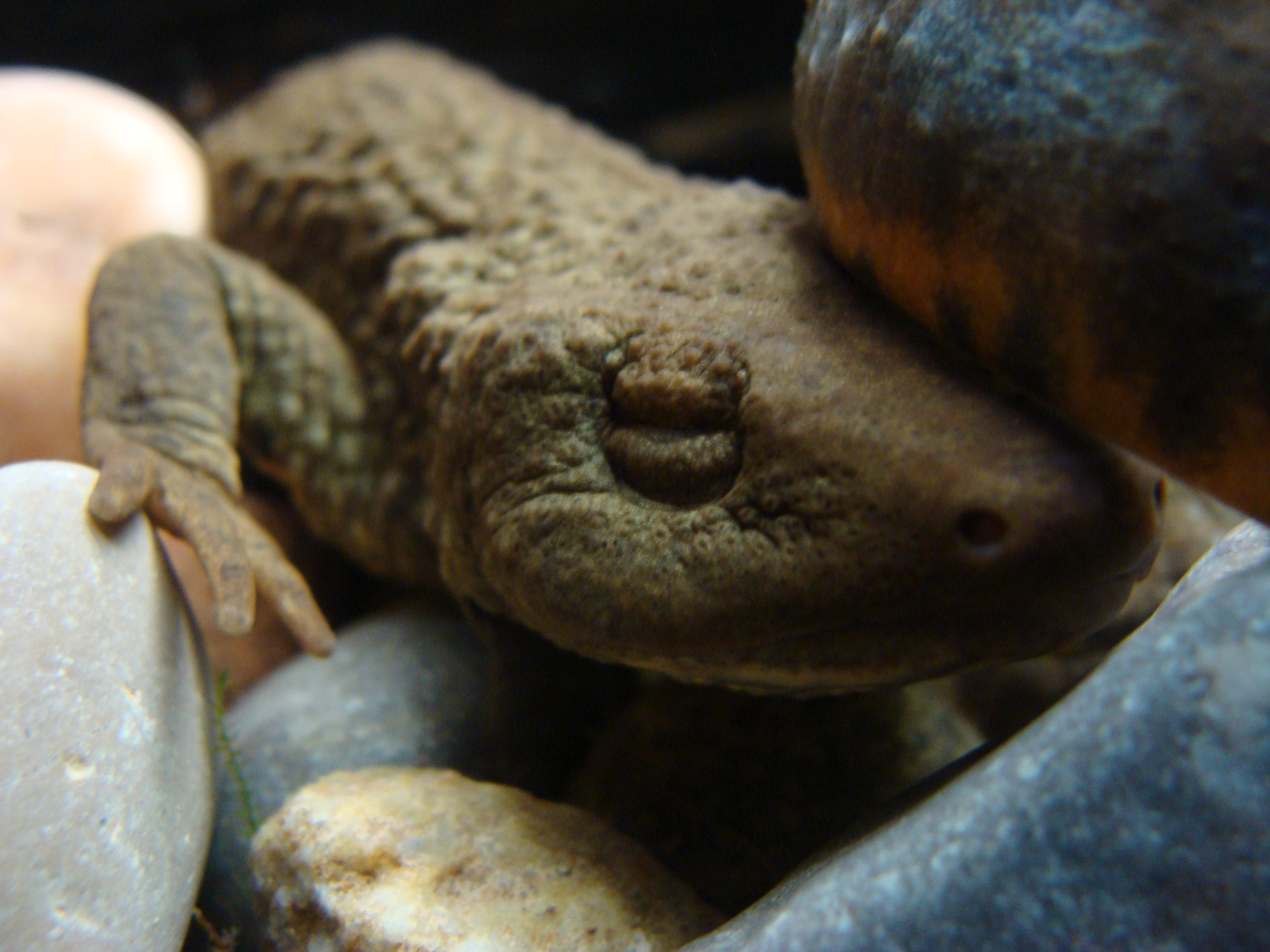

## Éthologie
Les animaux se reproduisent pendant la saison froide, entre novembre et avril. Le mâle exécute dans l'eau une danse nuptiale, queue repliée vers l'avant et effectuant des mouvements ondulants dirigés vers la tête de la femelle. Celle-ci, une fois fécondée ponds quelques semaines plus tard ses œufs isolément fixés à des feuilles qu'elle replie avec ses pattes postérieures. Plus d'une centaine d’œufs peuvent être pondus, en un mois. L'œuf, de couleur brunâtre au pôle supérieur, et blanchâtre au pôle inférieur, mesure 3mm de diamètre, et entre 4,5 et 6 mm avec sa gangue gélatineuse. À l'éclosion, les larves, noires avec une crête plus claire mesurent 10 à 14 mm et leur taille s'élève à 35 à 40mm avant la métamorphose. Après celle-ci, les animaux restent terrestre, avant de retourner à l'eau à l'âge adulte.

## Étymologie
Son nom d'espèce, composé de hongkong et du suffixe latin -ensis, « qui vit dans, qui habite », lui a été donné en référence au lieu de sa découverte, Hong Kong.

## Habitat
On trouve cette espèce dans de petites rivières à courant lent et pourvues de végétation aquatique, et d'un fond rocheux ou pierreux où les animaux peuvent se cacher. Ils semblent passer l'ensemble de l'année dans l'eau, mais il peut arriver que l'on rencontre quelques individus en phase terrestre pendant la saison chaude.

## Publication originale
- Myers & Leviton, 1962 : The Hong Kong newt described as a new species. Occasional Papers, Division Of Systematic Biology, Stanford University, vol. 10, p. 1-4.